# Захарова, Светлана Эдуардовна
Светла́на Эдуа́рдовна Заха́рова (род. 5 августа 1987, Донецк, УССР, СССР) — украинская певица джазового, классического, эстрадного направлений, композитор-песенник, режиссёр концертных программ. Лауреат международных конкурсов, член жюри международных конкурсов.
В её репертуар входит более 300 песен, арий, романсов, авторских произведений на русском, украинском, английском, немецком, французском, итальянском, испанском языках.
С 2000 года начался период активного творчества: выступлений на конкурсах, концертах, фестивалях. 14 февраля 2008 года, в Донецкой областной филармонии состоялся первый сольный концерт певицы «My Funny Valentine».

## Биография
Родилась в Донецке, в семье Народной артистки Украины, профессора Алины Николаевны Коробко-Захаровой и инженера Эдуарда Федоровича Захарова. В 2011 вышла замуж за украинского певца Дмитрия Игоревича Алтухова. В 2014 году семья переехала в Одессу. Светлана ведёт активную концертную деятельность, а также выступает в благотворительных концертах в костелах, музеях Одессы. .

## Образование
В 2001 году окончила Донецкую музыкальную школу № 1 им. М. Леонтовича по специальности фортепиано.
В 2004 году окончила Донецкий Коллеж — среднее общеобразовательное учебно-воспитательное заведение нового типа.
В 2010 году с отличием окончила Донецкий Национальный Университет и получила квалификацию специалиста по специальности «Правоведение».
В 2011 году с отличием окончила магистратуру Донецкой государственной музыкальной академии им. С. С. Прокофьева.
В 2013 году окончила SMW Circle in the Square Theatre School по специальности бродвейский актёр и певец, штат Нью-Йорк, США.

## Сольные программы

### Джазовые сольные программы
«My Funny Valentine» (Донецкая областная филармония, 2008)
«I Love Paris, London & You» (Донецкая областная филармония, 2009)
«When I Fall in Love» (Донецкая областная филармония, 2010)
«The Winter Show» (Одесская государственная филармония, 2015)

### Сольные программы состоящие из музыки эпохи барокко
«Incanto d’amore» (Донецкая областная филармония, 2011)
«Музыка во имя любви» (Shakhtar Plaza, Concert Hall, 2012)

### Рождественские сольные программы
«Christmas Songs» (Donbass Palace, 2013)
«Рождественский Вечер» (ТЦ «KADORR», Одесса, 2017)

## Член жюри международных конкурсов и фестивалей
«От Сердца к Сердцу — Поющая Планета» — международный фестиваль (Львовская область, г. Буск, Украина, 2009, 2010)
«КРОКИ» — открытый фестиваль-конкурс молодежных творческих работ (Гомельская область, г.п. Октябрьский, Республика Беларусь, 2011)
«КОНТИНЕНТ талантов» — детский телевизионный конкурс (Украина, 2011)
«Диамант Карпат» — международный фестиваль (Ивано-Франсковская область, г. Яремче, Украина 2011—2018)
«Кришталева Мрія» — международный конкурс-фестиваль (г. Киев, 2013)